# Valtjärnen (Kalls socken, Jämtland, 707556-133703)
Valtjärnen är en sjö i Åre kommun i Jämtland och ingår i Indalsälvens huvudavrinningsområde. Sjön har en area på 0,0744 kvadratkilometer och ligger 490,8 meter över havet. Valtjärnen ligger i Skäckerfjällen Natura 2000-område.

## Delavrinningsområde
Valtjärnen ingår i det delavrinningsområde (707570-133658) som SMHI kallar för Mynnar i Äsingen. Medelhöjden är 487 meter över havet och ytan är 1,97 kvadratkilometer. Det finns inga avrinningsområden uppströms utan avrinningsområdet är högsta punkten. Vattendraget som avvattnar avrinningsområdet har biflödesordning 4, vilket innebär att vattnet flödar genom totalt 4 vattendrag innan det når havet efter 370 kilometer. Avrinningsområdet består mestadels av skog (83 procent) och kalfjäll (11 procent). Avrinningsområdet har 0,07 kvadratkilometer vattenytor vilket ger det en sjöprocent på 3,7 procent.